# Tekkeköy, Güce
Tekkeköy là một xã thuộc huyện Güce, tỉnh Giresun, Thổ Nhĩ Kỳ. Dân số thời điểm năm 2011 là 378 người.